# デクスター・マンリー
デクスター・マンリー（Dexter Keith Manley, 1959年2月2日- ） ニックネームは "Secretary of Defense"（国防長官） はテキサス州ヒューストン出身の元アメリカンフットボール選手。NFLで1981年から1991年までの11シーズン、ワシントン・レッドスキンズ、アリゾナ・カージナルス、タンパベイ・バッカニアーズに所属した。その後CFLのオタワ・ラフライダーズでもプレーした。ポジションはDE。

## 経歴
テキサス州ヒューストンで生まれ育った。地元の高校に進学しアメリカンフットボールに打ち込んだ。その後アメリカンフットボール選手として有望だった彼はオクラホマ州立大学からリクルーティングを受けて進学、奨学金を受けながらカレッジフットボールでプレーした。
1981年のNFLドラフト5巡目全体119番目にワシントン・レッドスキンズに指名されて入団した。レッドスキンズでは9シーズンを過ごしその間に第17回スーパーボウル、第22回スーパーボウルで優勝を味わった。1986年シーズンには18.5サックを記録してプロボウルに選出された。その後フェニックス・カージナルス、タンパベイ・バッカニアーズでもプレーした。
1989年にNFLが実施している薬物テストに3回目の陽性反応が出たため出場停止処分を受けた。その後、4回目の陽性反応が出たため1991年12月12日、NFLから永久追放された。
彼はNFLで通算97.5サック（サックが公式記録となる前の1981年にも6サックを除く）を記録している。
オクラホマ州立大学で4年間学んだにもかかわらず機能的非識字であることが1989年に明らかにされた 。
NFLから追放処分を受けた後、カナディアン・フットボール・リーグのオタワ・ラフライダーズで1993年、1994年とプレーした。その後1995年コカインの所持で逮捕された。
2002年にワシントン・レッドスキンズ創立70周年を記念した偉大な70人のレッドスキンズ選手の1人に選ばれている。
2006年6月21日にコロイド嚢胞の疑いから、10時間半に渡り脳の手術を受けている。